# Coniopteryx pennyi
Coniopteryx pennyi är en insektsart som beskrevs av Meinander 1980. Coniopteryx pennyi ingår i släktet Coniopteryx och familjen vaxsländor. Inga underarter finns listade i Catalogue of Life.